# Parapholis pycnanta
Parapholis pycnanta es una especie de planta herbácea, perteneciente a la familia de las poáceas.

## Descripción
Son plantas casmógamas. Tiene tallos que alcanza un tamaño de hasta  92 cm, delgados, generalmente erectos y muy ramificados. Hojas con lígula de 1-1,5 mm, entera, glabra; limbo de hasta 13 cm x 2,5 mm, generalmente plano. Espiga de hasta 18 cm, delgada, recta o flexuosa, con hasta 45 espiguillas. Glumas de 5,5-7 mm, lanceoladas, sin quilla alada, con margen escarioso ancho. Lema de 4,5-6 mm, casi tan larga como la pálea, con nervios laterales cortos. Anteras de 3,3-4,2 mm. Florece y fructifica de mayo a julio (octubre).

## Distribución y hábitat
Se encuentra en suelos arcillosos húmedos. Raro. Marisma, Campiña Baja, Campiña Alta, Subbética, Algeciras. Distribución general. W de la Región mediterránea, Grecia, Turquía, Macaronesia (Canarias).

## Taxonomía
Parapholis pycnanta fue descrita por (Hack.) C.E.Hubb.   y publicado en Blumea 3: 14. 1946.
Etimología
Parapholis: nombre genérico que deriva del griego para = (cercano) y Pholiurus (un género relacionado de hierbas); alternativamente, del griego para = (cercano) y pholis = (escama), en alusión a las glumas colaterales.
pycnanta: epíteto latino que significa "densamente florido".
Citología
Número de cromosomas de Parapholis pycnantha (Fam. Gramineae) y táxones infraespecíficos: n=7
Sinonimia
- Lepturus filiformis var. pycnanthus Hack. ex Druce[6][7]